# Třemdava bílá
Třemdava bílá (Dictamnus albus) je jediný druh rodu třemdava z čeledi routovitých (Rutaceae). Je to jediná rostlina této čeledi, která roste volně v české přírodě.

## Charakteristika
Je to pomalu rostoucí trvalka, která bývá podle místních podmínek vysoká od 40 do 100 cm. Má statnou, přímou, nevětvenou lodyhu. U slabších exemplářů jednu, u starších rostlin však několik lodyh vytváří trs keřovitého tvaru. Druhový název „bílá“ není odvozen od barvy květů, ale od barvy kořene.
Smaragdově zelené kopinaté listy, které vydrží na rostlině dlouho do podzimu, jsou pouze na lodyze, lichozpeřené se 3 až 5 jařmy (tj. proti sobě rostoucími vstřícnými lístky).
Veliké růžové květy s výraznými purpurovými žilkami jsou souměrné podle svislé osy, čtyři horní korunní lístky vzpřímené, dolní skloněný. Jsou uspořádány do koncového hroznového květenství. Třemdava kvete během května a června po dobu cca 14 dnů, plodem jsou ozdobné tobolky.

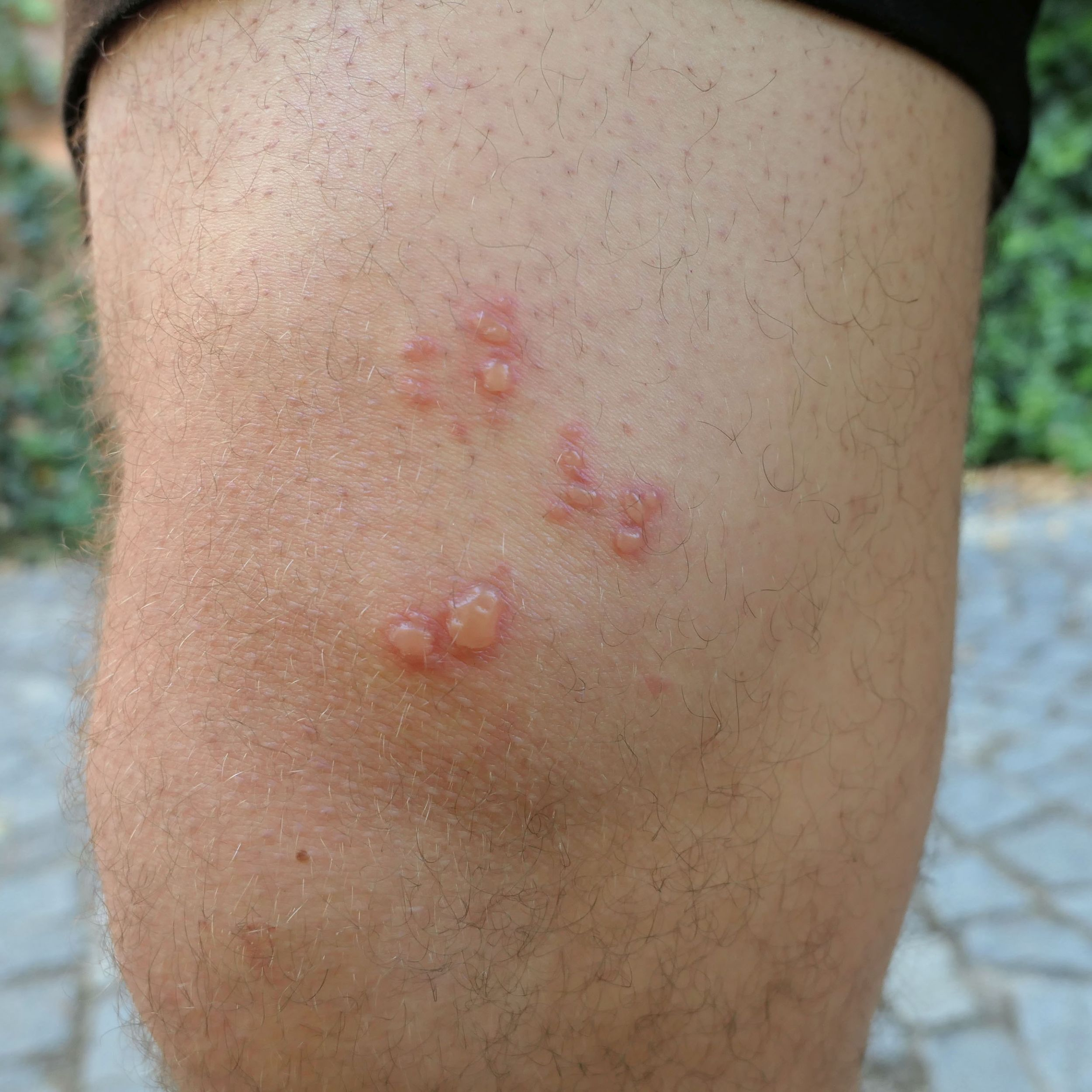
Puchýře na kůži po kontaktu s třemdavou a slunečním světlem

Květy voní citrónově až omamnou vůní. Zvláště za horkého dne se silice z její lodyhy a listů intenzivně vypařují a je možno je zapálit i sirkou. Proto se jí lidově říká ohnivý keř nebo také Mojžíšův keř (podle biblické zprávy o hlasu Božím z hořícího keře v Exodu 3). U citlivější osoby může vlivem produkované silice vzniknout při doteku s rostlinou na kůži alergická fotosenzitivita, kůže se stane citlivou na ultrafialové záření a vytvoří se na ní špatně se hojící puchýře s následnými jizvami.

## Výskyt
Euroasijský druh, roste ve střední a jižní Evropě, západní a střední Asií a Číně. Nachází se roztroušeně ve světlých teplomilných doubravách, na lesostepích, v suchých lesních lemech i na zarostlých skalnatých svazích v teplejších oblastech Čech i Moravy. Její výskyt není v Česku hojný a je zařazena mezi ohrožené druhy květeny (stupeň ohrožení C3), stejně jako v Polsku, Slovensku, Německu, Rakousku a Maďarsku.
Vyskytuje se v několika varietách, např.
- Dictamnus albus var. purpureus – je výše popisována a roste v Česku;
- Dictamnus albus var. albus – má květy bílé.

Bývá vysazována pro své líbivé květy i v zahradách. Vyžaduje úrodnou, těžší půdu, nesnáší však zamokření. Sucho zakořeněné rostlině nevadí. Rozmnožuje se semeny, které je nejlépe zasít co nejdříve po sklizni. Špatně snáší přesazování, vykvétá cca za 4 roky.

## Význam
Ve starém lidovém lékařství se čaj ze sušených listů třemdavy používal proti střevním parazitům, proti moru a k podpoře menstruace (může vyvolat potrat).[zdroj?] Na Balkáně je lidovou kulturou třemdava považována za bylinu silně svázanou s vílami (rusalkami), v Bulharsku si ji dívky vázaly do věnců na ochranu „před draky“ a byla také používána k magickým lidově-léčitelským praktikám. V současné době má význam ryze estetický.